# Приходская церковь

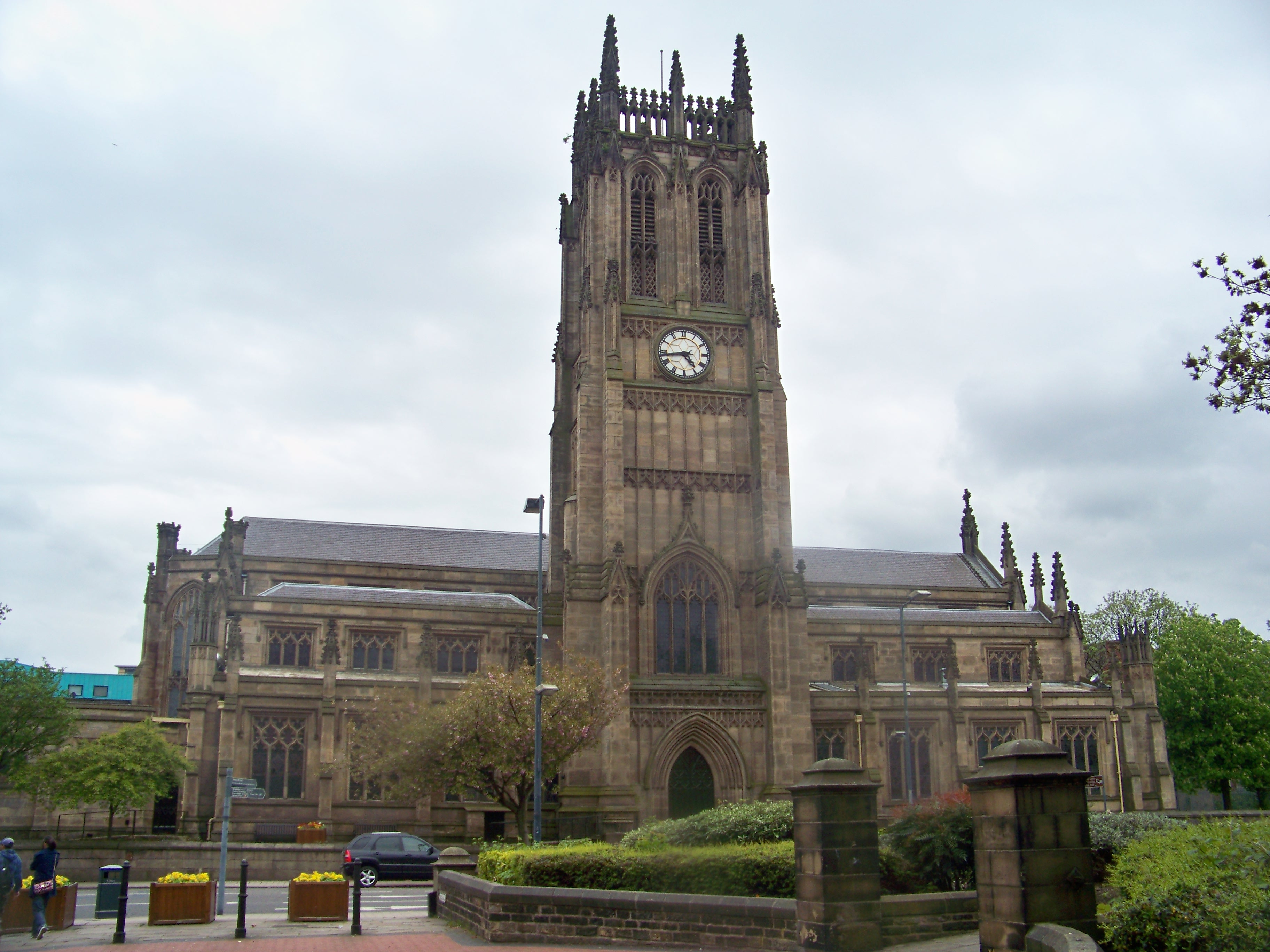
Приходская церковь в Лидсе

Приходска́я церковь — христианский храм, который действует в качестве духовного центра прихода, являющегося административно-территориальной единицей епископальной системы церковного управления. Как правило, приходской церковью называют храмы и дома молитвы в странах Европы. Например, пресвитерианская Церковь Шотландии использует систему приходских церквей, которая покрывает территорию всей Шотландии.
Во многих уголках мира, особенно в сельской местности, приходские церкви играют важнейшую роль в жизни общества. Часто в зданиях церкви проводятся и не связанные с религией общественные события. В прежние времена в комплексе приходских церквей вместе с храмом строились здания причтового дома, приходских школ, богаделен, ратуш и др.
Во многих деревнях Европы есть приходские церкви, основанные ещё в Средние века. Церковный приход в Англии (англ. parish) возник в начале XVI века из-за Реформации и последовавшего за ней уничтожения монастырей, до тех пор кормивших безземельных бедняков. Общественное призрение безземельных крестьян было передано английским приходам, которые в большинстве случаев совпадали с селом (township), и их церквям.

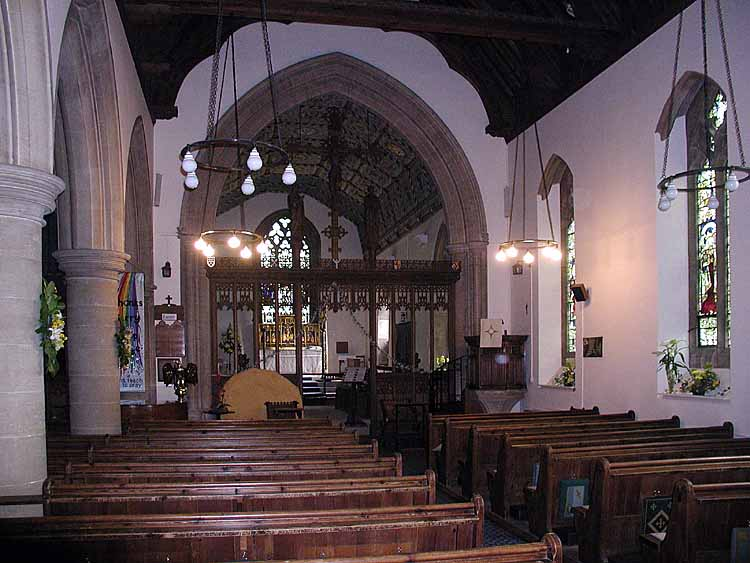
Интерьер приходской церкви Святого Лоренса, Англия

В дореволюционной России часть храмов являлась бесприходными; таковыми были, например, храмы при кладбищах и храмы при больницах.